# Pápaszemes kormorán
A pápaszemes kormorán (Phalacrocorax perspicillatus) a madarak (Aves) osztályának a szulaalakúak (Suliformes) rendjébe, ezen belül a kárókatonafélék (Phalacrocoracidae) családjába tartozó faj.
A családból ez az egyetlen kihalt faj.

## Előfordulása
A Bering-tengeren levő szigeteken, a Bering-szigeten és a Parancsnok-szigeteken élt.

## Kihalása
Ezt a nagy kormoránfajt 1741-ben fedezte fel Georg Wilhelm Steller német természettudós. Steller részt vett Vitus Bering expedícióján azokon a vizeken, amelyeket ma Bering-tengernek nevezünk. Akkoriban a madár még nagy számban élt a Bering-szigeten, a Parancsnok-szigeten és több más szigeten is. Az expedíció hajója, a Szent Péter hajótörést szenvedett, az expedíció tagjai pedig Szibéria és Alaszka között, a Bering-szigeten vetődtek partra. A kényszerpihenő során Steller nemcsak a kormoránt fedezte fel, hanem a szirének legnagyobb faját, a róla elnevezett Steller-tengeritehenet (Hydrodamalis gigas) is.
A pápaszemes kormoránról azt tartották, hogy „nagy, ostoba, esetlen, és alig tud repülni”. Tényleg jókora testű faj volt, és kétségkívül esetlenül mozgott a szárazföldön. Éppen esetlensége okozta vesztét, valamint az, hogy korábban nem voltak rossz tapasztalatai az emberrel kapcsolatban. A fókavadászok könnyűszerrel leöldösték a húsáért. Még nyitott kérdés, hogy ez a madár tudott-e egyáltalán repülni.
A pápaszemes kormorán egészen a 19. század közepéig fennmaradt. Amikor a norvégiai születésű Leonhard Stejneger, az Egyesült Államok Nemzeti Múzeumának kurátora 1882-ben felkereste a területet, a fajt már 30 éve nem látták. A helybeliek elmondták Stejnegernek, hogy a kormoránok utolsó példányai az Aij Kamen nevű kis szigeten éltek.
A pápaszemes kormoránnak nagyon kevés példánya található meg múzeumokban. Alighanem egy sem maradt volna belőle, ha az akkor orosz kézen lévő Alaszka Sitka tartományának kormányzója, Kuprjanov nem ment meg néhányat. A ma ismert hét múzeumi példány mindegyikét ő ajándékozta vagy adta el. A leideni Természettudományi Múzeum példánya először a szentpétervári múzeumba került, amely továbbadta Leidennek. A többi hat közül két bőrt őriznek az angliai Tringben, kettőt Szentpéterváron, egyet Drezdában és a hatodikat Helsinkiben.